# Psalidognathus rufescens
Psalidognathus rufescens es una especie de escarabajo longicornio del género Psalidognathus, tribu Prionini, subfamilia Prioninae. Fue descrita científicamente por Quentin & Villiers en 1983.

## Descripción
Mide 44-60,9 milímetros de longitud.

## Distribución
Se distribuye por Colombia y Ecuador.